# 九號電視網
九號電視台（英語：Nine Network）是澳洲一家主要的電視公司，總部位於新南威爾斯州首府雪梨，是九號娛樂（Nine Entertainment Co.）的旗下公司之一。九號電視網於1956年開始在雪梨和墨爾本播出電視節目，1963年完成了連結各主要都市的電視網。1974年改為現名。自2000年之後，九號電視台就和七號電視台爭奪澳洲電視界收視龍頭的地位。九號電視台擁有奧運會等體育賽事的轉播權，在新聞節目方面也居於領先。9News是九號電視台旗下的一個新聞頻道。

## 外部連結

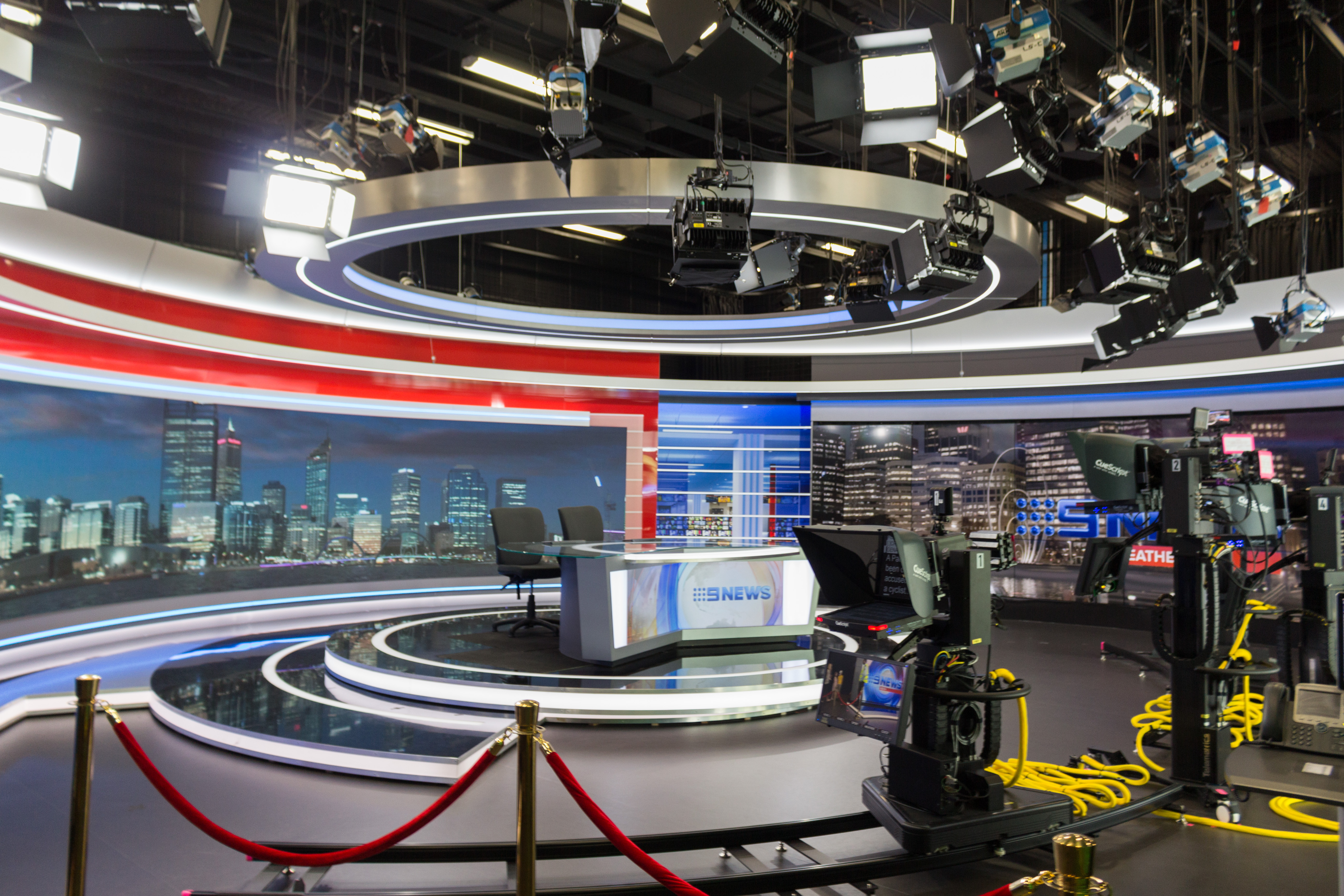
九號電視台演播厅

- Nine Network （页面存档备份，存于）